# Lista de vereadores de Valença (Rio de Janeiro)
Esta é a lista de vereadores de Valença, município brasileiro do estado do Rio de Janeiro.
A Câmara Municipal de Valença é formada por doze representantes.

## 19ª Legislatura (2021–2024)
Estes são os vereadores eleitos nas eleições de 15 de novembro de 2020, pelo período de 1° de janeiro de 2021 a 31 de dezembro de 2024:
| Mesa Diretora (2021-2022)         |                       |                        |                           |
| Nome                              | Início do mandato     | Fim do mandato         | Cargo                     |
| José Reinaldo Alves Bastos (PRTB) | 1º de janeiro de 2021 | 31 de dezembro de 2022 | Presidente da Câmara      |
| Bernardo Souza Machado (PSC)      | 1º de janeiro de 2021 | 31 de dezembro de 2022 | Vice-presidente da Câmara |
| Fabiani Medeiros Silva (PMB)      | 1º de janeiro de 2021 | 31 de dezembro de 2022 | 1ª Secretária             |
| Eduardo Martinez R. Hanke (PSC)   | 1º de janeiro de 2021 | 31 de dezembro de 2022 | 2º Secretário             |

|    | Nome                                                                 | Partido                                         | Votos | %    | Observações |
| -- | -------------------------------------------------------------------- | ----------------------------------------------- | ----- | ---- | ----------- |
| 1  | Bernardo Souza Machado (Rio das Flores, 12.02.1982–)                 | Partido Social Cristão (PSC)                    | 1.400 | 3,78 | 1º mandato  |
| 2  | Paulo Celso Alves Pena, Celsinho do Bar (Valença, 08.04.1968–)       | Democratas (DEM)                                | 1.142 | 3,09 | 2º mandato  |
| 3  | José Reinaldo Alves Bastos, Naldo (2021-2022) (Valença, 09.02.1960–) | Partido Renovador Trabalhista Brasileiro (PRTB) | 1.032 | 2,79 | 1º mandato  |
| 4  | Dr. Eduardo Martinez Rodriguez Hanke (Valença, 24.09.1980–)          | Partido Social Cristão (PSC)                    | 934   | 2,53 | 1º mandato  |
| 5  | Pedro Paulo Magalhães Graça (Valença, 22.06.1962–)                   | Progressistas (PP)                              | 923   | 2,50 | 2º mandato  |
| 6  | Fábio Antônio Pires Jorge (Valença, 29.07.1970–)                     | Progressistas (PP)                              | 883   | 2,39 | 2º mandato  |
| 7  | Fabiani Medeiros Silva, Fabiani Vasconcelos (Valença, 16.04.1978–)   | Partido da Mulher Brasileira (PMB)              | 869   | 2,35 | 2º mandato  |
| 8  | Dr. Eduardo Lima Santana de Ávila (Vassouras, 23.08.1989–)           | Partido Liberal (PL)                            | 797   | 2,15 | 1º mandato  |
| 9  | Saulo de Tarso Pereira Corrêa da Silva (Valença, 25.01.1970–)        | Partido Liberal (PL)                            | 796   | 2,15 | 2º mandato  |
| 10 | David Barbosa Nogueira (Valença, 19.03.1981–)                        | Patriota (PATRI)                                | 716   | 1,94 | 2º mandato  |
| 11 | Dr. Ailton Geraldo Batista da Silva (Valença, 06.12.1987–)           | Movimento Democrático Brasileiro (MDB)          | 533   | 1,44 | 1º mandato  |
| 12 | José Amauri Ferreira Lima, Amauri Lanterneiro (Valença, 25.09.1966–) | CIDADANIA                                       | 494   | 1,34 | 1º mandato  |

## 18ª Legislatura (2017–2020)
Estes são os vereadores eleitos nas eleições de 2 de outubro de 2016, pelo período de 1° de janeiro de 2017 a 31 de dezembro de 2020:
|    | Nome                                                                        | Partido                                            | Votos | %    | Observações |
| -- | --------------------------------------------------------------------------- | -------------------------------------------------- | ----- | ---- | ----------- |
| 1  | Marcos da Silva Marques, Marquinho da Saúde (Valença, 11.12.1969–)          | Partido do Movimento Democrático Brasileiro (PMDB) | 1.593 | 3,97 | 1º mandato  |
| 2  | Pedro Paulo Magalhães Graça (Valença, 22.06.1962–)                          | Partido Socialista Brasileiro (PSB)                | 1.375 | 3,43 | 1º mandato  |
| 3  | Professor Rafael de Oliveira Tavares (São João de Meriti, 18.01.1985–)      | Partido Ecológico Nacional (PEN)                   | 1.258 | 3,14 | 1º mandato  |
| 4  | Sílvio Rogério Furtado da Graça (Valença, 01.04.1964–)                      | Partido Progressista (PP)                          | 1.191 | 2,97 | 1º mandato  |
| 5  | Paulo Celso Alves Pena, Celsinho do Bar (Valença, 08.04.1968–)              | Partido Popular Socialista (PPS)                   | 1.077 | 2,68 | 1º mandato  |
| 6  | Saulo de Tarso Pereira Corrêa da Silva (2017-2018) (Valença, 25.01.1970–)   | Democratas (DEM)                                   | 1.062 | 2,65 | 1º mandato  |
| 7  | David Barbosa Nogueira (Valença, 19.03.1981–)                               | Partido Trabalhista Brasileiro (PTB)               | 981   | 2,45 | 1º mandato  |
| 8  | Dr. Aloysio Saulo Maria Infante de Jesus Breves Beiler (Belém, 15.11.1956–) | Partido Progressista (PP)                          | 896   | 2,23 | 1º mandato  |
| 9  | Marcelo Moreira de Oliveira, Santa Isabel (Do Didi) (Valença, 08.06.1969–)  | Partido da Mulher Brasileira (PMB)                 | 769   | 1,92 | 1º mandato  |
| 10 | Fábio Antonio Pires Jorge (2019-2020) (Valença, 29.07.1970–)                | Partido Social Democrata Cristão (PSDC)            | 738   | 1,84 | 1º mandato  |
| 11 | Fabiani Medeiros Silva, Fabiani Vasconcelos (Valença, 16.04.1978–)          | Partido Republicano Brasileiro (PRB)               | 724   | 1,80 | 1º mandato  |
| 12 | Michelle Vieira Cabral da Silva (Valença, 04.12.1980–)                      | Partido Republicano Brasileiro (PRB)               | 570   | 1,42 | 1º mandato  |

## Legenda
| Cor  | Significado          |
| Bege | Presidente da Câmara |
| Azul | Suplente             |